# Albinos ze Smyrny
Albinos ze Smyrny – medioplatoński filozof z II w n.e. W 151/152 r. n.e. Galen udał się do Smyrny, by słuchać jego wykładów. Albinos był więc już wtedy znanym filozofem. Czasem mylnie utożsamiany z Alkinoosem, średnioplatońkim autorem "Didaskalikos" 
Był prawdopodobnie uczniem Gaiosa, gdyż opublikował jego wykłady. Z jego pism zachował się Prolog (Wprowadzenie do dialogów Platona). 